# Nguyễn Thị Liên
Nguyễn Thị Liên (sinh 1949) là đại biểu Quốc hội Việt Nam khóa X. Bà thuộc đoàn đại biểu An Giang.